# Brabeți (okręg Dolj)
Brabeți – wieś w Rumunii, w okręgu Dolj, w gminie Daneți. W 2011 roku liczyła 1130 mieszkańców.